# Kirby Law
Kirby Law (McCreary, 11 marzo 1977) è un ex hockeista su ghiaccio canadese.
Giocava nel ruolo di attaccante.

## Carriera
Dopo aver giocato per il Friburgo e per Il Ginevra-Servette, Kirby Law si trasferì in Leventina nella stagione 2009-10 giocando per l'HC Ambrì-Piotta.